# Starý židovský hřbitov v Hodoníně
Starý židovský hřbitov v Hodoníně byl založen v roce 1620 a poté v roce 1693 rozšířen. Nachází se asi 700 m jihozápadně od hodonínského náměstí 17. listopadu, při kruhovém objezdu ve Velkomoravské ulici (vedoucí ke vsi Lužice). Hřbitov je chráněn jako kulturní památka České republiky.
Na ploše asi 7918 m2 se prý nacházelo 1000 až 5000 náhrobních kamenů (macev). Nejstarší dochované náhrobky pocházely z roku 1674.
Na Starém židovském hřbitově se pohřbívalo do roku 1920. V letech 1974–1980 zřídilo město na jeho ploše park Gabriely Preissové. Většina historických náhrobků byla přemístěna na nový hřbitov, v parku bylo symbolicky ponecháno jen několik náhrobních kamenů.
Hodonínská židovská komunita přestala existovat v roce 1940.